# Rudi Rooijackers
Rudolph (Rudi) Rooijackers (Batavia (Nederlands-Indië), 15 juni 1920 – Den Haag, 6 februari 1998) was een Nederlandse beeldhouwer.

## Leven en werk
Rooijackers (ook geschreven als Rooyackers) werd geboren in Batavia (Nederlands-Indië) als zoon van Felix Henricus Rooijackers (1888-1943) en Jeanette Alexandrine Poepaart (1900-1995). Hij groeide op en werkte achtereenvolgens in Batavia, Bandoeng, Brussel, Susteren, Voorburg en Den Haag. Hij studeerde beeldhouwkunst aan de Koninklijke Academie van Beeldende Kunsten in Den Haag en gaf les aan de Vrije Academie Werkplaats voor Beeldende Kunsten aldaar, waar hij ook enige jaren adjunct-directeur was. Tot zijn leerlingen behoorden onder anderen Aart van den IJssel, Betty Scheer en Jaroslawa Dankowa. Hij was kort getrouwd met Duits-Nederlandse schilderes en textielkunstenares Ruth Salinger (1924-1976) (die hertrouwde met Aart van den IJssel) en vervolgens met schilderes Nora van der Flier.
In de vijftiger jaren was hij een prominent lid van de Voorburgse kunstenaarsgroepering De Nieuwe Ploeg, lid van de Haagse Kunstkring, lid van de Nederlandse Kring van Beeldhouwers en lid van Pulchri Studio. Ook sloot hij zich aan bij de in 1951 door Theo Bitter, Jan van Heel, Nol Kroes, Willem Schrofer en Frans de Wit opgerichte Haagse groepering van kunstschilders en beeldhouwers Verve.In 1953 werd hij lid van de vereniging Sint Lucas in Amsterdam
Het werk van Rooijackers, dat zich veelal bevindt in Den Haag maar ook in Voorburg, Rotterdam, Delft, Leusden en Arnhem, was afwisselend figuratief en non-figuratief of ook wel abstract. Rooijackers wordt gerekend tot de Nieuwe Haagse School.

## Werken in de openbare ruimte (selectie)
- 1952: Scheveninger en Scheveningse (graniet), Dr. Lelykade in Den Haag-Scheveningen
- 1954: 'Het gezin, Van Lodensteijnstraat in Voorburg
- 1956: Gevelsteen gebouw Gemeentewerken in Den Haag
- 1956: Twee estafettelopers (steen), Goudsbloemlaan in Den Haag
- 1959: Sculptuur in brons, International School of The Hague, Wijndaelerduin in Den Haag
- 1960: De gemeenschap, Bieslandsekade in Delft
- 1963: Meisje op bank (brons), Beeldenroute Zuiderpark Den Haag in Den Haag
- 1963: Overdracht van kennis, Montessoriweg in Rotterdam
- 1963: Zonder titel, Spaanseweg in Rotterdam
- 1964: Dierengroep, Stichting Bio Kinderrevalidatie Wekeromseweg in Arnhem
- 1965: Moeder en kind (brons), Catharinaland in Den Haag
- 1966: Worstelaars (beton), Steenwijklaan in Den Haag
- 1966: Abstracte compositie (brons), Meppelweg in Den Haag
- 1967: Portret van een verdwijnende tijd (beton), Leyweg (voormalige MTS) in Den Haag - het beeld werd in 2011 herplaatst[2]
- 1967: Gevallenen 1940-1945[3] (bronzen reliëf), op de gevel van Nieuwspoort, Hofsingel/Lange Poten in Den Haag
- 1969: Plastiek (beton), Alphons Diepenbrockhof/Mozartlaan in Den Haag

## Fotogalerij

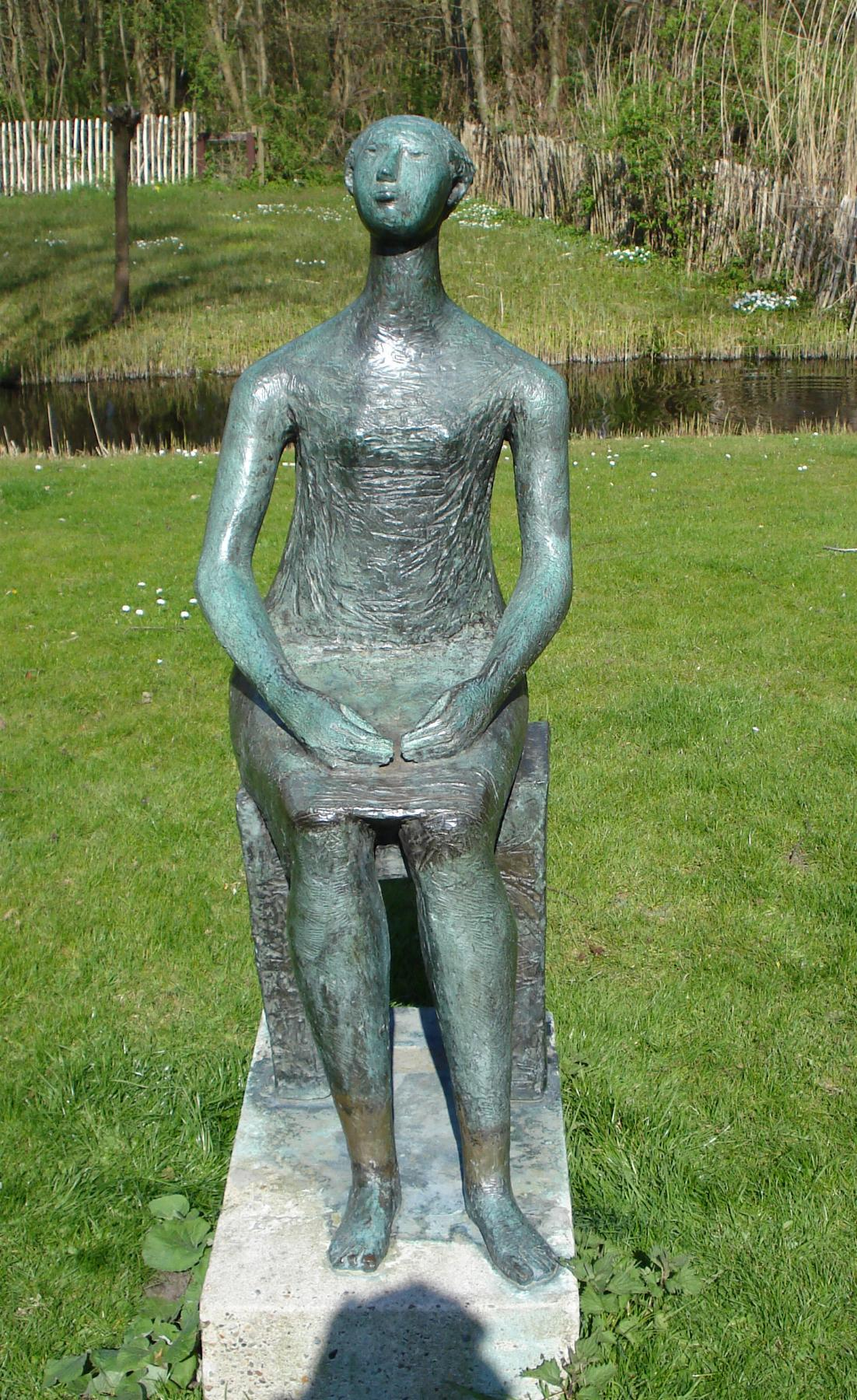
Meisje op bank (1963)
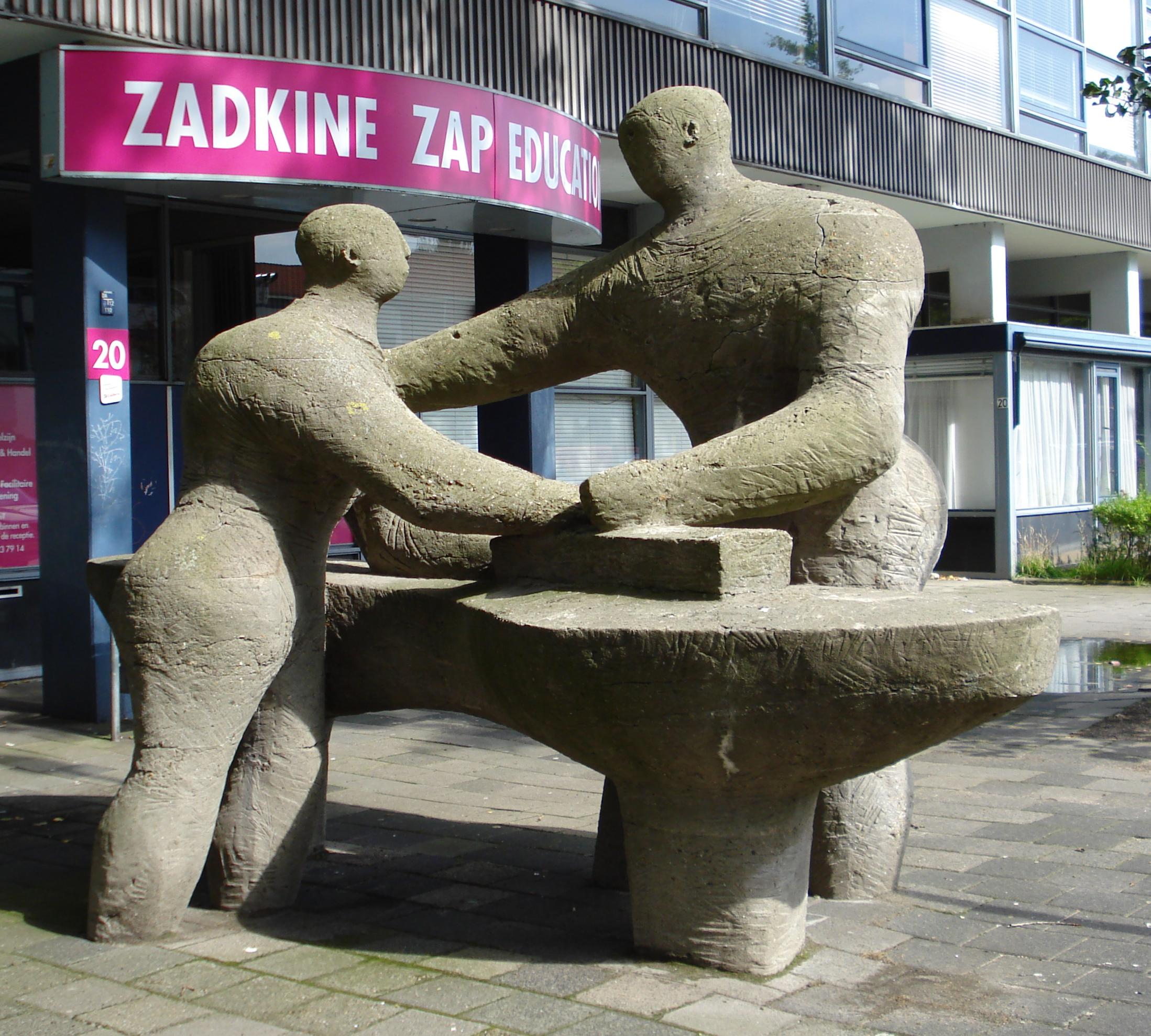
Overdracht van kennis (1963)
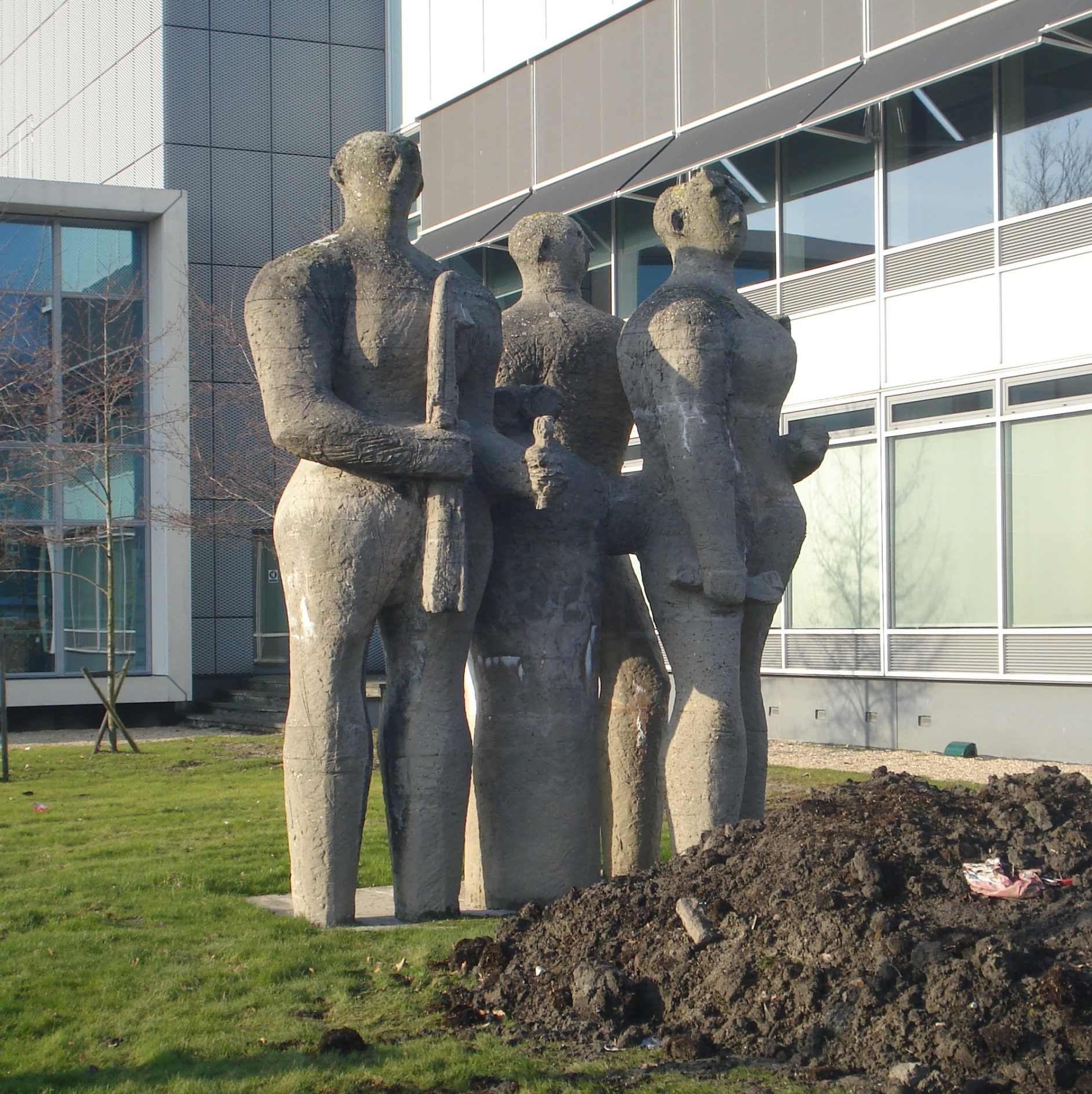
Zonder titel (1963)
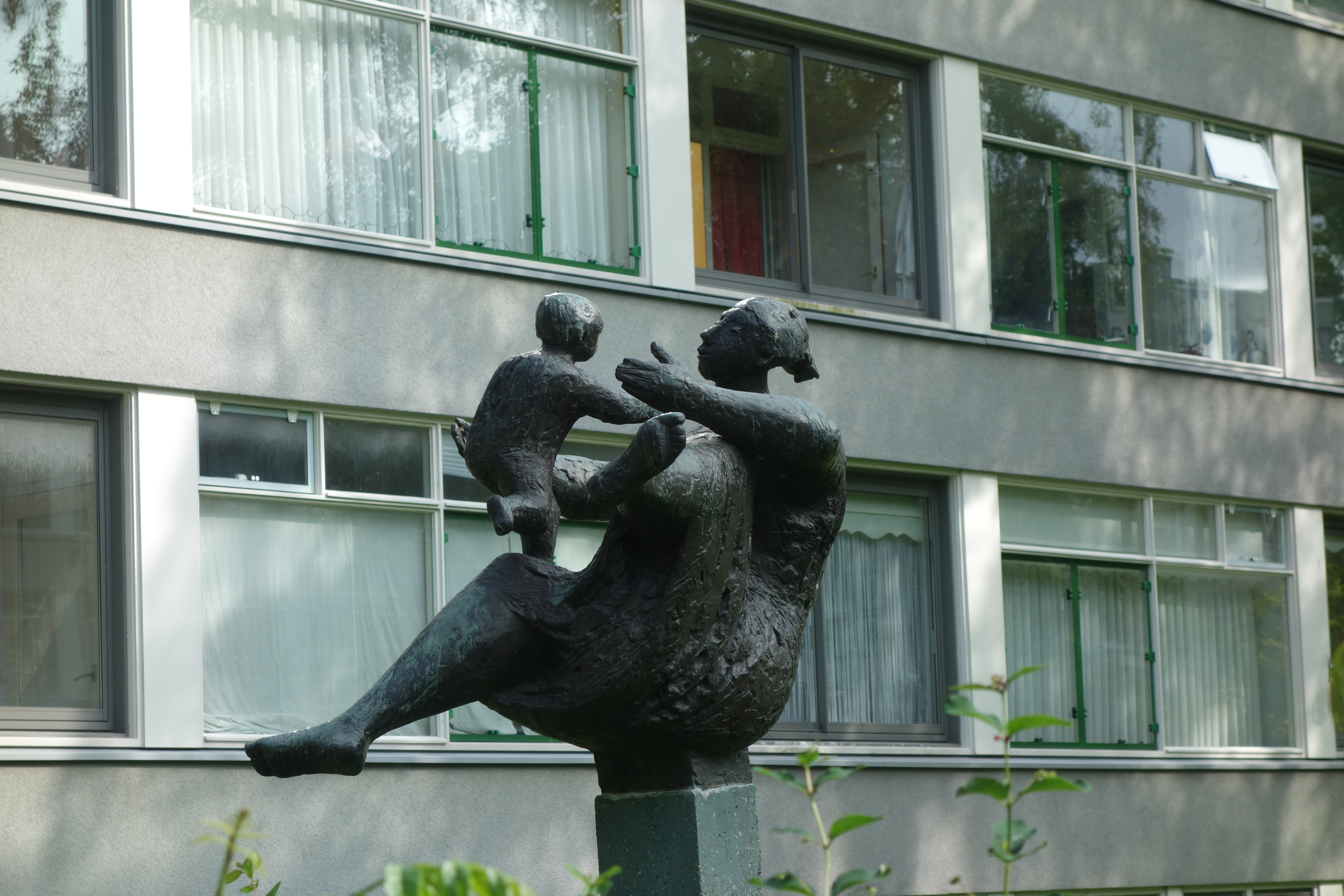
Moeder en kind (1965)
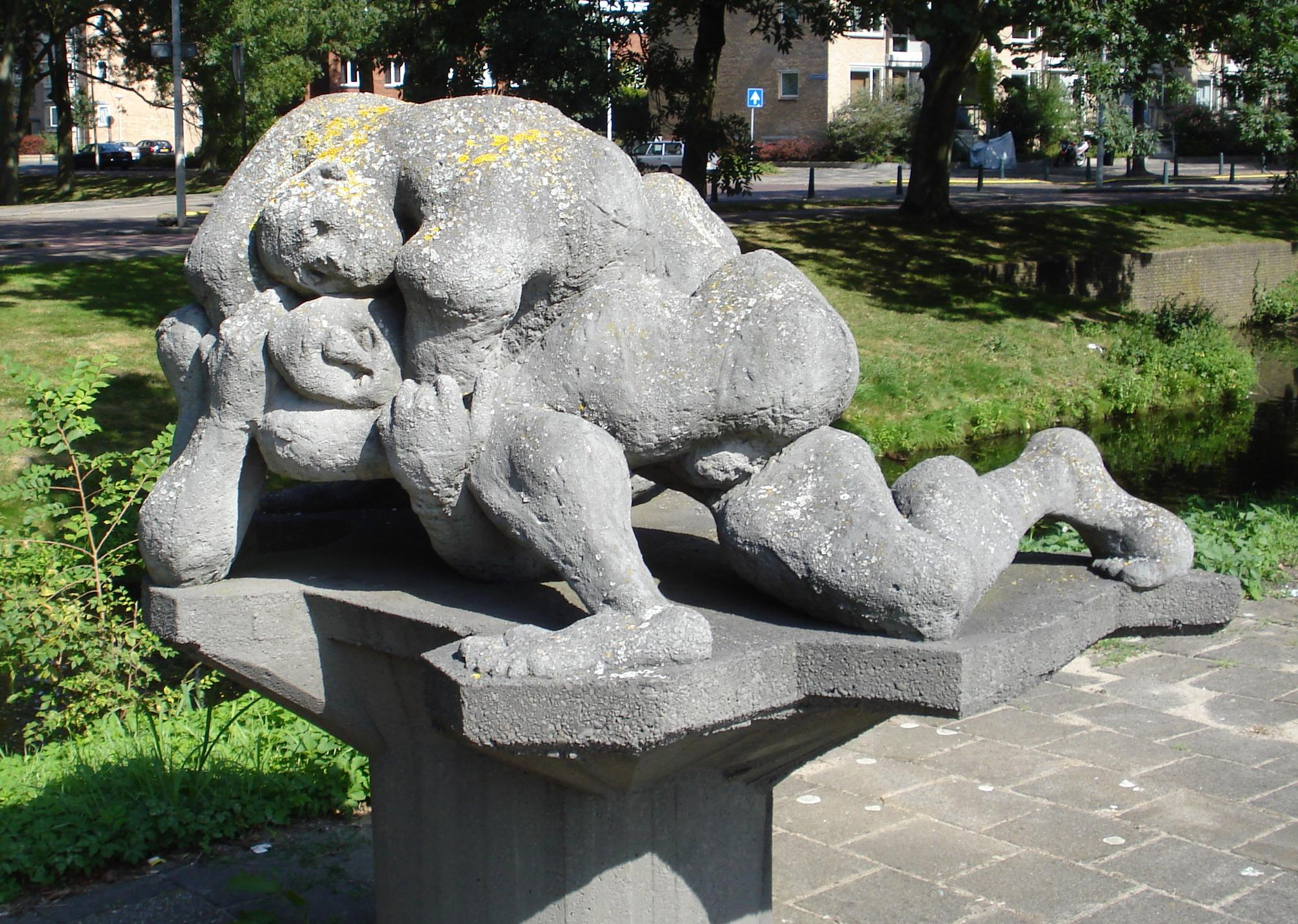
Worstelaars (1966)
Gevallenen 1940-'45 (1967), met tekst van Jan H. de Groot
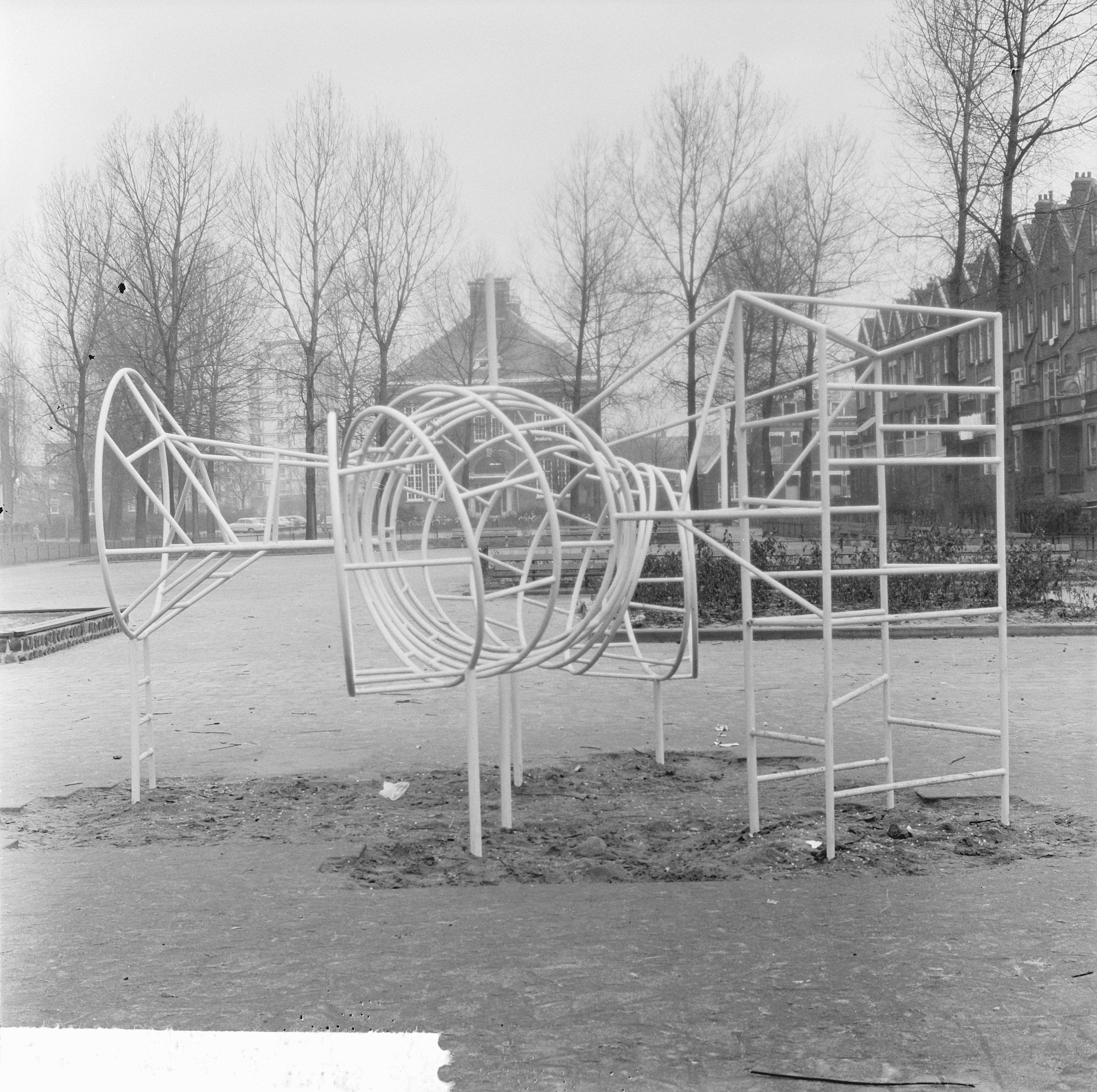
Klimkunstwerk (1963)